# Рікіса Біргерсдоттір
Рікіса Біргерсдоттір (швед. Rikissa Birgersdotter, бл. 1237 — після 1288) — дочка Біргера Ярла, у шлюбі — королева Норвегії, пізніше княгиня Верле та Гюстрова у Макленбурзі.
Рікіса була старшою дитиною регента Швеції Біргера Ярла та його дружини Інгеборги Еріксдоттір. Була старшою сестрою шведських королів Вальдемара Біргерсона та Магнуса Ладулоса. Шлюб Рікіси із спадкоємцем норвезького престолу Гоконом Гоконсоном повинен був посилити вплив шведського регента Біргера при норвезькому дворі. Ще до заключення шлюбу Гокон був оголошений спадкоємцем, а з 1240 року становится співправителем свого батька Гокона IV Гоконссона. Рікіса отримала титул королеви та мала вплив при норвезькому дворі, який ще більше посилився після народження сина, Свере Гоконссона (1252—1261), отримавшого при народженні титул «юнкер Сверре» (до XIV сторіччя юнкер був титулом для синів можновладних князів). Сверре виховувався у Бергені, у зв'язку з цим, королівський двір довгий час там знаходився. Після смерті свого чоловіка, короля Гокона, Рікіса втратила свій привилейований статус у Норвегії, хоча у її володінні залишилися значні статки. Королем та співправителем Гокона IV став інший його син Магнус VI, однак Рікіса могла очікувати, що у подальшому її син успадкує трон. У 1258 році Рікіса повернулася до свого батька у Швецію, але Сверре залишився зі своїм дідом, королем Гоконом IV у Бергені. Він помер на початку 1261 року. Пізніше Рікіса вийшла заміж за мекленбургзького князя Генріха I. У подружжя народилося троє дітей: Генріх II, Ніколаус та Рікіса.